# Narciarstwo dowolne na Zimowych Igrzyskach Olimpijskich 2010 – skicross kobiet
Kobiety w debiutującej konkurencji na ZIO, czyli w Ski Crossie rywalizowały o medale 23 lutego w Cypress Mountain Resort położonym o 20km na północ od Vancouver.

## Wyniki

### Kwalifikacje
| Pozycja | Nr | Zawodnik                 | Kraj | Czas    | Uwagi |
| ------- | -- | ------------------------ | ---- | ------- | ----- |
| 1       | 11 | Anna Holmlund            | SWE  | 1:17.15 | Q     |
| 2       | 16 | Ashleigh McIvor          | CAN  | 1:17.17 | Q     |
| 3       | 6  | Fanny Smith              | SUI  | 1:17.38 | Q     |
| 4       | 7  | Kelsey Serwa             | CAN  | 1:17.94 | Q     |
| 5       | 28 | Hedda Berntsen           | NOR  | 1:17.96 | Q     |
| 6       | 5  | Ophélie David            | FRA  | 1:18.14 | Q     |
| 7       | 20 | Anna Wörner              | GER  | 1:18.45 | Q     |
| 8       | 1  | Karin Huttary            | AUT  | 1:18.84 | Q     |
| 9       | 12 | Katrin Müller            | SUI  | 1:18.92 | Q     |
| 10      | 10 | Danielle Poleschuk       | CAN  | 1:19.02 | Q     |
| 11      | 19 | Magdalena Iljans         | SWE  | 1:19.05 | Q     |
| 12      | 4  | Marte Høie Gjefsen       | NOR  | 1:19.30 | Q     |
| 13      | 13 | Marion Josserand         | FRA  | 1:19.42 | Q     |
| 14      | 14 | Julia Murray             | CAN  | 1:19.54 | Q     |
| 15      | 25 | Jenny Owens              | AUS  | 1:19.80 | Q     |
| 16      | 8  | Saša Farič               | SLO  | 1:20.01 | Q     |
| 17      | 27 | Katya Crema              | AUS  | 1:20.19 | Q     |
| 18      | 29 | Julie Brendengen Jensen  | NOR  | 1:20.23 | Q     |
| 19      | 23 | Heidi Zacher             | GER  | 1:20.35 | Q     |
| 20      | 17 | Sophie Fjellvang-Sølling | DNK  | 1:20.41 | Q     |
| 21      | 26 | Noriko Fukushima         | JPN  | 1:20.56 | Q     |
| 22      | 21 | Katrin Ofner             | AUT  | 1:20.61 | Q     |
| 23      | 18 | Andrea Limbacher         | AUT  | 1:20.86 | Q     |
| 24      | 2  | Julia Manhard            | GER  | 1:21.10 | Q     |
| 25      | 9  | Katharina Gutensohn      | AUT  | 1:21.26 | Q     |
| 26      | 32 | Karolina Riemen          | POL  | 1:21.36 | Q     |
| 27      | 15 | Gro Kvinlog              | NOR  | 1:21.93 | Q     |
| 28      | 31 | Chloé Georges            | FRA  | 1:22.03 | Q     |
| 29      | 22 | Franziska Steffen        | SUI  | 1:22.32 | Q     |
| 30      | 24 | Michelle Greig           | NZL  | 1:22.52 | Q     |
| 31      | 33 | Rocío Delgado            | ESP  | 1:22.67 | Q     |
| 32      | 30 | Julija Liwinska          | RUS  | 1:22.83 | Q     |
| 33      | 35 | Ruxandră Nedelcu         | ROU  | 1:23.04 |       |
| 34      | 34 | Sarah Sauvey             | GBR  | 1:24.52 |       |
| 35      | 3  | Sanna Lüdi               | SUI  | 1:32.87 |       |

### Runda Eliminacyjna

#### 1/8 Finału
Do 1/8 Finału zakwalifikowały się 32 zawodniczki 
| Pozycja | Nr | Zawodnik        | Kraj | Uwagi |
| ------- | -- | --------------- | ---- | ----- |
| 1.      | 1  | Anna Holmlund   | SWE  | Q     |
| 2.      | 16 | Saša Farič      | SLO  | Q     |
| 3.      | 24 | Julia Manhard   | GER  |       |
| 4.      | 32 | Julija Liwinska | RUS  | DNF   |

| Pozycja | Nr  | Zawodnik            | Kraj | Uwagi |
| ------- | --- | ------------------- | ---- | ----- |
| 1.      | 8.  | Karin Huttary       | AUT  | Q     |
| 2.      | 17. | Katya Crema         | AUS  | Q     |
| 3.      | 25. | Katharina Gutensohn | AUT  |       |
| 4.      | 9.  | Katrin Müller       | SUI  | DNF   |

| Pozycja | Nr | Zawodnik         | Kraj | Uwagi |
| ------- | -- | ---------------- | ---- | ----- |
| 1.      | 6  | Ophélie David    | FRA  | Q     |
| 2.      | 11 | Magdalena Iljans | SWE  | Q     |
| 3.      | 27 | Gro Kvinlog      | NOR  |       |
| 4.      | 19 | Heidi Zacher     | GER  |       |

| Pozycja | Nr | Zawodnik          | Kraj | Uwagi |
| ------- | -- | ----------------- | ---- | ----- |
| 1.      | 4  | Kelsey Serwa      | CAN  | Q     |
| 2.      | 13 | Marion Josserand  | FRA  | Q     |
| 3.      | 21 | Noriko Fukushima  | JPN  |       |
| 4.      | 29 | Franziska Steffen | SUI  | DNF   |

| Pozycja | Nr | Zawodnik       | Kraj | Uwagi |
| ------- | -- | -------------- | ---- | ----- |
| 1.      | 3  | Fanny Smith    | SUI  | Q     |
| 2.      | 14 | Julia Murray   | CAN  | Q     |
| 3.      | 22 | Katrin Ofner   | AUT  |       |
| 4.      | 30 | Michelle Greig | NZL  |       |

| Pozycja | Nr | Zawodnik                 | Kraj | Uwagi |
| ------- | -- | ------------------------ | ---- | ----- |
| 1.      | 5  | Hedda Berntsen           | NOR  | Q     |
| 2.      | 12 | Marte Høie Gjefsen       | NOR  | Q     |
| 3.      | 20 | Sophie Fjellvang-Sølling | DNK  |       |
| 4.      | 28 | Chloé Georges            | FRA  |       |

| Pozycja | Nr | Zawodnik                | Kraj | Uwagi |
| ------- | -- | ----------------------- | ---- | ----- |
| 1.      | 18 | Julie Brendengen Jensen | NOR  | Q     |
| 2.      | 26 | Karolina Riemen         | POL  | Q     |
| 3.      | 10 | Danielle Poleschuk      | CAN  |       |
| 4.      | 7  | Anna Wörner             | GER  | DNF   |

| Pozycja | Nr | Zawodnik         | Kraj | Uwagi |
| ------- | -- | ---------------- | ---- | ----- |
| 1.      | 2  | Ashleigh McIvor  | CAN  | Q     |
| 2.      | 15 | Jenny Owens      | AUS  | Q     |
| 3.      | 31 | Rocío Delgado    | ESP  |       |
| 4.      | 23 | Andrea Limbacher | AUT  | DNF   |

#### 1/4 Finału
| Pozycja | Nr | Zawodnik      | Kraj | Uwagi |
| ------- | -- | ------------- | ---- | ----- |
| 1.      | 8  | Karin Huttary | AUT  | Q     |
| 2.      | 1  | Anna Holmlund | SWE  | Q     |
| 3.      | 17 | Katya Crema   | AUS  |       |
| 4.      | 16 | Saša Farič    | SLO  |       |

| Pozycja | Nr | Zawodnik         | Kraj | Uwagi |
| ------- | -- | ---------------- | ---- | ----- |
| 1.      | 4  | Kelsey Serwa     | CAN  | Q     |
| 2.      | 13 | Marion Josserand | FRA  | Q     |
| 3.      | 11 | Magdalena Iljans | SWE  | DNF   |
| 4.      | 6  | Ophélie David    | FRA  | DNF   |

| Pozycja | Nr | Zawodnik           | Kraj | Uwagi |
| ------- | -- | ------------------ | ---- | ----- |
| 1.      | 5  | Hedda Berntsen     | NOR  | Q     |
| 2.      | 3  | Fanny Smith        | SUI  | Q     |
| 3.      | 12 | Marte Høie Gjefsen | NOR  |       |
| 4.      | 14 | Julia Murray       | CAN  |       |

| Pozycja | Nr | Zawodnik                | Kraj | Uwagi |
| ------- | -- | ----------------------- | ---- | ----- |
| 1.      | 2  | Ashleigh McIvor         | CAN  | Q     |
| 2.      | 18 | Julie Brendengen Jensen | NOR  | Q     |
| 3.      | 15 | Jenny Owens             | AUS  |       |
| 4.      | 26 | Karolina Riemen         | POL  |       |

#### 1/2 Finału
| Pozycja | Nr | Zawodnik         | Kraj | Uwagi |
| ------- | -- | ---------------- | ---- | ----- |
| 1.      | 8  | Karin Huttary    | AUT  | Q     |
| 2.      | 13 | Marion Josserand | FRA  | Q     |
| 3.      | 4  | Kelsey Serwa     | CAN  |       |
| 4.      | 1  | Anna Holmlund    | SWE  |       |

| Pozycja | Nr | Zawodnik                | Kraj | Uwagi |
| ------- | -- | ----------------------- | ---- | ----- |
| 1.      | 5  | Hedda Berntsen          | NOR  | Q     |
| 2.      | 2  | Ashleigh McIvor         | CAN  | Q     |
| 3.      | 3  | Fanny Smith             | SUI  |       |
| 4.      | 18 | Julie Brendengen Jensen | NOR  |       |

#### Finały
Mały Finał
| Pozycja | Nr | Zawodnik                | Kraj | Uwagi |
| ------- | -- | ----------------------- | ---- | ----- |
| 5.      | 4  | Kelsey Serwa            | CAN  |       |
| 6.      | 1  | Anna Holmlund           | SWE  |       |
| 7.      | 3  | Fanny Smith             | SUI  |       |
| 8.      | 18 | Julie Brendengen Jensen | NOR  |       |

Finał
| Pozycja | Nr | Zawodnik         | Kraj | Uwagi |
| ------- | -- | ---------------- | ---- | ----- |
|         | 2  | Ashleigh McIvor  | CAN  |       |
|         | 5  | Hedda Berntsen   | NOR  |       |
|         | 13 | Marion Josserand | FRA  |       |
| 4.      | 8  | Karin Huttary    | AUT  |       |